# Cantonul Saint-Jean-du-Gard
Cantonul Saint-Jean-du-Gard este un canton din arondismentul Alès, departamentul Gard, regiunea Languedoc-Roussillon, Franța.

## Comune
- Corbès
- Mialet
- Saint-Jean-du-Gard (reședință)